# 유서필지
유서필지(儒胥必知)는 조선시대에 발간된 문서 작성 안내서로 지방의 수령, 양반 및 서리, 일반 백성이 일상생활에서 사용했던 여러 문서의 형식을 수록하였다. 유서필지의 저자와 간행 연대는 정확하게 알려지지 않았지만 철종 때에 간행된 것으로 추정되며 1872년과 1906년에 중간된 판본이 전해지고 있다.  유서필지의 마지막 부분에는 이두의 어휘를 싣고 있으며, 예시되는 문서에도 이두가 사용되고 있어 이두연구에 중요한 자료로 사용되고 있으며 당시의 사회사, 생활사, 법제사, 국어사 연구에도 사용되고 있다. 이 책은 이두를 연구하는데 매우 귀중한 문헌으로 규장각도서와 국립중앙도서관에 있다.

## 내용
유서필지에는 국왕에게 직접 청원하는 상언과 격쟁원정, 지방수령에게 올리는 소장인 소지, 제수나 부의를 전할 때 사용한 단자, 서리가 수령 등에게 올리는 고목, 거래계약서인 문권, 어떤 사실을 설명하는 통문 등 7가지가 수록되어 있다.